# Temnomastax tigris
Temnomastax tigris är en insektsart som först beskrevs av Burr 1899.  Temnomastax tigris ingår i släktet Temnomastax och familjen Eumastacidae. Inga underarter finns listade i Catalogue of Life.